# تسكابن (بالا خيابان ليتكوة)
تسکابن (بالفارسية: تسکابن) هي قرية تقع في إيران في قسم بالا خیابان لیتکوة الريفي. يقدر عدد سكانها بـ 599 نسمة بحسب إحصاء 2016.